# New Clothes/Dreams
「New Clothes/Dreams」（ニュー・クローズ/ドリームズ）は、LAMP IN TERRENの2枚目の会場限定シングル。2018年4月7日にA-Sketchから発売された。

## 解説
前作「Dreams」より1日ぶり、CDシングルとしては「heartbeat」より1年半ぶりの会場限定シングルである。
松本大（Vo&Gt.）がワンマンツアー「MARCH」のファイナル公演、4月21日(土)LIQUIDROOM ebisu 公演終了後に、声帯ポリープ切除手術のため、4月末より一時的に活動を休止し、治療に専念することが発表されており「New Clothes」はその松本大（Vo&Gt）が“覚悟の歌”と公言してライブですでに披露されていた。昨年25歳という節目の歳になってすぐに書いた曲で、昨年秋の対バンツアーからすでに披露されてきたもの。「New Clothes」のタイトルの由来は「裸の王様」の英訳＝「The Emperor's New Clothes」から派生している。
ワンマンツアー「MARCH」の4月7日（土）福岡 DRUM SON公演から会場限定で販売される活動休止前、最後の作品。ジャケットのイラストは松本 大（Vo/Gt）が書き下ろした。

## 収録曲
全楽曲作詞・作曲∶松本大
1. New Clothes
2. Dreams
  - J SPORTS 2018 野球中継テーマソング
  - 長崎国際テレビ『あさじげZ』2018年度テーマソング
  - 『とんかつ濱かつ』TV-CMソング

## 収録アルバム
- The Naked Blues（2018年12月5日）
  - New Clothes #2
  - Dreams #8